# Tour der australischen Rugby-Union-Nationalmannschaft nach Neuseeland 1978
| Tour der Wallabies nach Neuseeland 1978 | Tour der Wallabies nach Neuseeland 1978 | Tour der Wallabies nach Neuseeland 1978 | Tour der Wallabies nach Neuseeland 1978 | Tour der Wallabies nach Neuseeland 1978 |
| Übersicht                               | S                                       | G                                       | U                                       | N                                       |
| --------------------------------------- | --------------------------------------- | --------------------------------------- | --------------------------------------- | --------------------------------------- |
| Test Matches                            | 03                                      | 1                                       | 0                                       | 2                                       |
| Sonstige Spiele                         | 10                                      | 6                                       | 0                                       | 4                                       |
| Gesamt                                  | 13                                      | 7                                       | 0                                       | 6                                       |
|                                         |                                         |                                         |                                         |                                         |
| Neuseeland                              | 03                                      | 1                                       | 0                                       | 2                                       |

Die Tour der australischen Rugby-Union-Nationalmannschaft nach Neuseeland 1978 umfasste eine Reihe von Freundschaftsspielen der Wallabies, der Nationalmannschaft Australiens in der Sportart Rugby Union. Das Team reiste von Juli bis September 1978 durch Neuseeland und bestritt während dieser Zeit 13 Spiele. Darunter waren drei Test Matches gegen die All Blacks, die mit zwei Niederlagen und einem Sieg endeten. Dadurch konnte Neuseeland den Bledisloe Cup verteidigen. In den übrigen Spielen gegen Auswahlteams mussten die Australier vier weitere Niederlagen hinnehmen.

## Spielplan
- Hintergrundfarbe grün = Sieg
- Hintergrundfarbe rot = Niederlage

(Test Matches sind grau unterlegt; Ergebnisse aus der Sicht Australiens)
| #  | Datum              | Gegner                              | Ort              | Stadion                       | Ergebnis |
| -- | ------------------ | ----------------------------------- | ---------------- | ----------------------------- | -------- |
| 01 | 29. Juli 1978      | Nelson Bays Rugby Union             | Nelson           | Trafalgar Park                | 19:6     |
| 02 | 02. August 1978    | Southland Rugby Football Union      | Invercargill     | Rugby Park Stadium            | 7:10     |
| 03 | 05. August 1978    | Otago Rugby Football Union          | Dunedin          | Carisbrook                    | 8:10     |
| 04 | 09. August 1978    | Hawke’s Bay Rugby Union             | Napier           | McLean Park                   | 16:6     |
| 05 | 12. August 1978    | Manawatu Rugby Union                | Palmerston North | Showgrounds Oval              | 10:20    |
| 06 | 15. August 1978    | Counties Manukau Rugby Union        | Pukekohe         |                               | 17:8     |
| 07 | 19. August 1978    | Neuseeland                          | Wellington       | Athletic Park                 | 12:13    |
| 08 | 22. August 1978    | Mid Canterbury Rugby Football Union | Ashburton        |                               | 19:12    |
| 09 | 26. August 1978    | Neuseeland                          | Christchurch     | Lancaster Park                | 6:22     |
| 10 | 30. August 1978    | Whanganui Rugby Football Union      | Wanganui         | Cooks Gardens                 | 8:3      |
| 11 | 02. September 1978 | Bay of Plenty Rugby Union           | Rotorua          | Rotorua International Stadium | 19:12    |
| 12 | 02. September 1978 | North Auckland Rugby Union          | Whangārei        | Okara Park                    | 11:16    |
| 13 | 09. September 1978 | Neuseeland                          | Auckland         | Eden Park                     | 30:16    |

## Test Matches
| 19. August 1978 | Neuseeland                                    | 13 : 12        | Australien                                                 | Athletic Park, Wellington Zuschauer: 40.000 Schiedsrichter: David Millar (Neuseeland) |
| 19. August 1978 | Versuche: Williams Straftritte: B. Wilson (3) | (10:6) Bericht | Versuche: Batch Erhöhungen: Wright Straftritte: Wright (2) | Athletic Park, Wellington Zuschauer: 40.000 Schiedsrichter: David Millar (Neuseeland) |

Aufstellungen:
- Neuseeland: Barry Ashworth, John Ashworth, Douglas Bruce, Andy Dalton, Mark Donaldson, Andy Haden, Gary Knight, Frank Oliver , Bruce Robertson, Leicester Rutledge, Gary Seear, Mark Taylor, Bryan Williams, Beverley Wilson, Stu Wilson
- Australien: Patrick Batch, Greg Cornelsen, Garrick Fay, John Hipwell, Peter Horton, Martin Knight, Peter McLean, John Meadows, Laurie Monaghan, Gary Pearse, Stan Pilecki, Tony Shaw , Andrew Slack, Steve Streeter, Ken Wright

| 26. August 1978 | Neuseeland                                                                                         | 22 : 6        | Australien                            | Lancaster Park, Christchurch Zuschauer: 35.000 Schiedsrichter: David Millar (Neuseeland) |
| 26. August 1978 | Versuche: Seear Taylor S. Wilson Erhöhungen: B. Wilson (2) Straftritte: B. Wilson Dropgoals: Bruce | (9:6) Bericht | Straftritte: Wright Dropgoals: Wright | Lancaster Park, Christchurch Zuschauer: 35.000 Schiedsrichter: David Millar (Neuseeland) |

Aufstellungen:
- Neuseeland: Barry Ashworth, John Ashworth, Douglas Bruce, Andy Dalton, Mark Donaldson, Andy Haden, Gary Knight, Frank Oliver , Bruce Robertson, Leicester Rutledge, Gary Seear, Mark Taylor, Bryan Williams, Beverley Wilson, Stu Wilson 
 Auswechselspieler: Brian McKechnie
- Australien: Patrick Batch, Greg Cornelsen, Garrick Fay, John Hipwell, Peter Horton, Bill McKid, Paul McLean, Peter McLean, John Meadows, Brendan Moon, Gary Pearse, Stan Pilecki, Tony Shaw , Andrew Slack, Ken Wright 
 Auswechselspieler: Geoffrey Richards

| 9. September 1978 | Neuseeland                                                                    | 16 : 30        | Australien                                                                                       | Eden Park, Auckland Zuschauer: 48.000 Schiedsrichter: David Millar (Neuseeland) |
| 9. September 1978 | Versuche: Ashworth S. Wilson Erhöhungen: McKechnie Straftritte: McKechnie (2) | (3:10) Bericht | Versuche: Cornelsen (4) Pearse Erhöhungen: Melrose Wright Straftritte: Wright Dropgoals: Melrose | Eden Park, Auckland Zuschauer: 48.000 Schiedsrichter: David Millar (Neuseeland) |

Aufstellungen:
- Neuseeland: John Ashworth, Andy Dalton, Mark Donaldson, Andy Haden, Gary Knight, Brian McKechnie, Richard Myers, Frank Oliver , Bruce Robertson, Leicester Rutledge, Gary Seear, Mark Taylor, Bryan Williams, Beverley Wilson, Stu Wilson
- Australien: Patrick Batch, Greg Cornelsen, Garrick Fay, Chris Handy, John Hipwell, Peter Horton, Bill McKid, Peter McLean, John Meadows, Tony Melrose, Brendan Moon, Gary Pearse, Geoffrey Richards, Tony Shaw , Ken Wright